# Svartekullas naturreservat
Svartekullas naturreservat är ett naturreservat i Tidaholms kommun i Västra Götalands län.
Naturreservatet bildades 2021 och omfattar 14 hektar. Det ligger norr om Tidaholm utmed Tidans högra strand och består av strandmader med två mindre skogar av barrblandad lövskog.